# Videotanz
Videotanz ist eine intermediale Mischform zwischen Tanz und Film, die gehäuft seit den 1980er Jahren zu finden ist. Sie ist damit Ausdruck des postmodernen Eklektizismus. Die Choreographien werden dabei extra für das Video geschaffen und beziehen Tänzer wie Kamera gleichermaßen ein. Merce Cunningham gilt als Begründer dieser Kunstrichtung.